# Marko Milićković
Marko Milićković (in serbo Марко Милићковић?; Podgorica, 31 marzo 1998) è un calciatore montenegrino, centrocampista del Budućnost.

## Carriera
Dopo essersi messo in evidenza nel campionato montenegrino con la maglia del Petrovac, il 30 gennaio 2022 si trasferisce in Lituania, accordandosi con lo Žalgiris.

## Statistiche

### Presenze e reti nei club
Statistiche aggiornate al 27 agosto 2023.
| Stagione            | Squadra             | Campionato          | Campionato | Campionato | Coppe nazionali | Coppe nazionali | Coppe nazionali | Coppe continentali | Coppe continentali | Coppe continentali | Altre coppe | Altre coppe | Altre coppe | Totale | Totale |
| Stagione            | Squadra             | Comp                | Pres       | Reti       | Comp            | Pres            | Reti            | Comp               | Pres               | Reti               | Comp        | Pres        | Reti        | Pres   | Reti   |
| ------------------- | ------------------- | ------------------- | ---------- | ---------- | --------------- | --------------- | --------------- | ------------------ | ------------------ | ------------------ | ----------- | ----------- | ----------- | ------ | ------ |
| 2017-2018           | OFK Titograd        | PL                  | 15         | 1          | CM              | 4               | 0               | UEL                | 0                  | 0                  | -           | -           | -           | 19     | 1      |
| 2018-2019           | OFK Titograd        | PL                  | 34         | 4          | CM              | 0               | 0               | UEL                | 2                  | 0                  | -           | -           | -           | 36     | 4      |
| 2019-2020           | OFK Titograd        | PL                  | 20         | 2          | CM              | 2               | 0               | UEL                | 1                  | 0                  | -           | -           | -           | 23     | 2      |
| Totale OFK Titograd | Totale OFK Titograd | Totale OFK Titograd | 69         | 7          |                 | 6               | 0               |                    | 3                  | 0                  |             | -           | -           | 78     | 7      |
| 2020-2021           | Feronikeli          | SL                  | 26         | 5          | CK              | 2               | 0               | -                  | -                  | -                  | -           | -           | -           | 28     | 5      |
| 2021-gen. 2022      | Petrovac            | PL                  | 18         | 10         | CM              | 0               | 0               | -                  | -                  | -                  | -           | -           | -           | 18     | 10     |
| 2022                | Žalgiris            | A                   | 26         | 6          | CL              | 5               | 1               | UCL+UEL+UECL       | 6+2+6              | 0                  | SL          | 1           | 0           | 46     | 7      |
| 2023                | Žalgiris            | A                   | 21         | 5          | CL              | 1               | 0               | UCL+UEL+UECL       | 1+2+1              | 0                  | SL          | 0           | 0           | 26     | 5      |
| Totale Žalgiris     | Totale Žalgiris     | Totale Žalgiris     | 47         | 11         |                 | 6               | 1               |                    | 18                 | 0                  |             | 1           | 0           | 72     | 12     |
| Totale carriera     | Totale carriera     | Totale carriera     | 160        | 33         |                 | 14              | 1               |                    | 21                 | 0                  |             | 1           | 0           | 196    | 34     |

## Palmarès

### Club

#### Competizioni nazionali
- Coppa del Montenegro: 1

Mladost Podgorica: 2017-2018
- Coppa di Lituania: 1

Žalgiris: 2022
- Campionato lituano: 1

Žalgiris: 2022
- Supercoppa di Lituania: 1

Žalgiris: 2023